# Липецкий областной краеведческий музей
Липецкий областной краеведческий музей — центральный музей Липецкой области. Филиалом музея является Дом-музей Г. В. Плеханова.

## История
Краеведческий музей основан в 1909 году как музей «Петровского общества распространения научных и практических знаний». Инициатором создания и его первым директором был М. П. Трунов — основоположник библиотечного и архивного дела в Липецке.
В 1918 году музей был национализирован и преобразован в Народный музей. В нём появились художественный отдел и отдел революции.
В 1956 году музей получил статус областного.

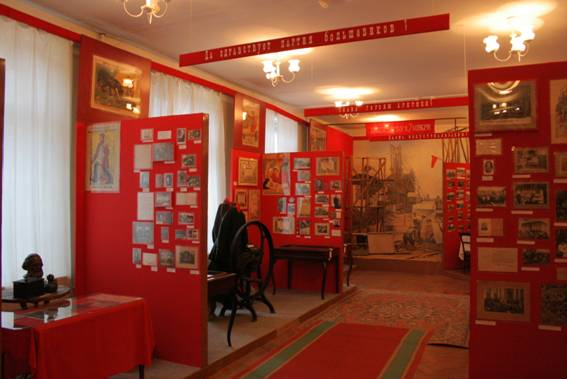
Зал, посвященный революции

В 1959 году в музее открылась экспозиция об истории и природном наследии Липецкой области в целом.
До 1991 года музей размещался в здании Христорождественского собора.После того как собор передали верующим, музей переехал в здание бывшего Дома политического просвещения.

## Фонды и коллекции музея
В художественной коллекции музея есть работы Ф. А. Васильева, И. К. Айвазовского, А. М. Васнецова, К. Ф. Юона, А. В. Маковского, Л. О. Пастернака. В музей были переданы некоторые иконы и часть церковной утвари из разрушенной Троицкой церкви.
Периодически залы музея принимают коллекции Эрмитажа.

## Адрес
- Россия, Липецкая область, Липецк, улице Ленина, 25